# (7919) Prime
(7919) Prime (1981 EZ27) – planetoida z pasa głównego asteroid okrążająca Słońce w ciągu 3,82 lat w średniej odległości 2,44 j.a. Odkryta 2 marca 1981 roku.